# Васко-да-Гама

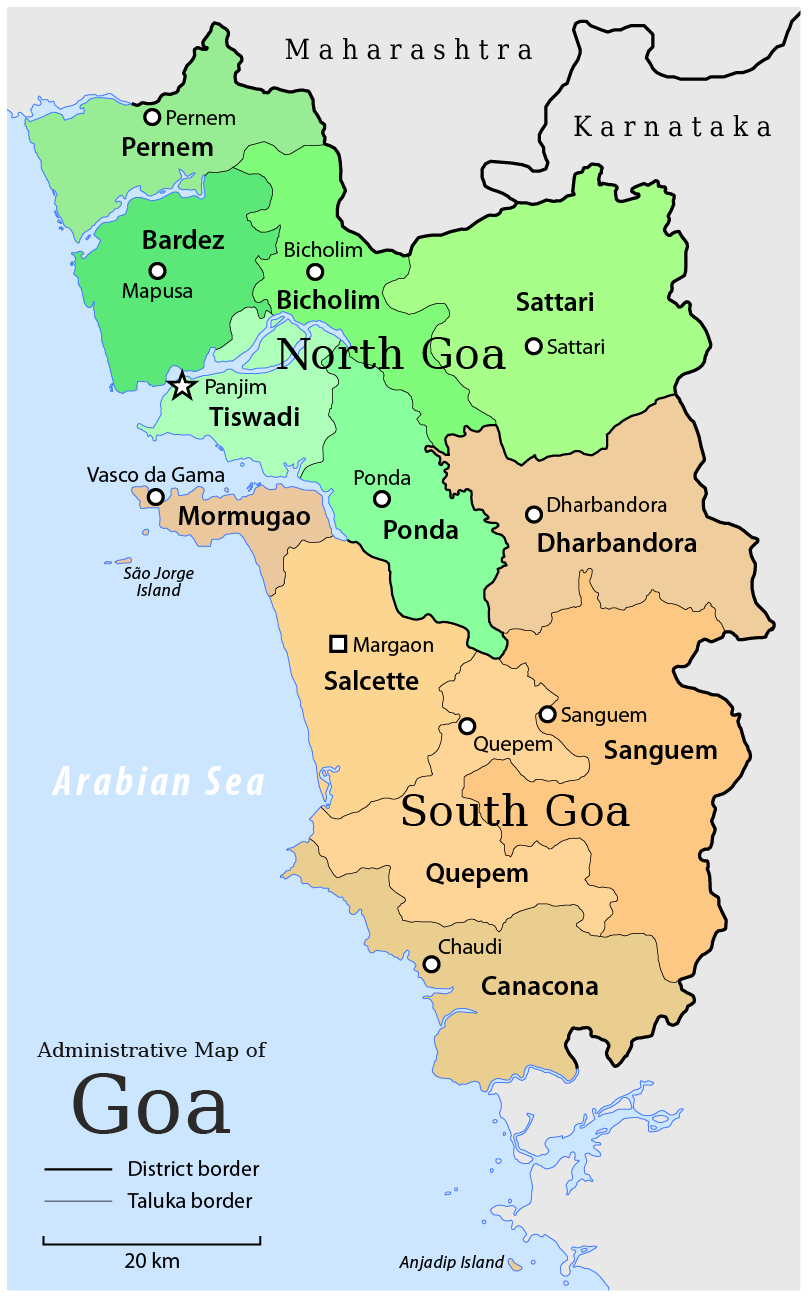
Карта Гоа

Ва́ско-да-Га́ма (конкані/маратхі: वास्को; порт. і англ. Vasco da Gama, часто скорочується до Васко) — місто в  штаті Гоа на західному узбережжі Індії. Названий на честь португальського дослідника Васко да Гама.

## Географія
Місто розташоване на західному краю півострова, в гирлі Zuari річки, приблизно за 30 км від Панаджі, столиці Гоа, і близько 5 км від аеропорту «Даболім».

## Історія
Місто було засноване в 1543 році, і залишався португальським до 1961 року, коли Гоа був приєднаний до Індії. Індійські ВМС в гоанській військово-морській зоні (базі), яка знаходиться на Васко, контролюють аеропорт Даболім і, по суті, весь туризм, від якого залежить стан економіки Гоа.

## Економіка
Місто добре з'єднане автомобільним, залізничним, морським та повітряним транспортом, по дорозі до NH 17A (Національне шосе), залізниця, по морю через порт Mormugao і повітряним шляхом аеропорт Dabolim, таким чином, виступаючи в якості основного транспортного вузла для іноземних туристів. Порт є стоянкою для великих круїзних лайнерів, а також плавучих сухих доків.

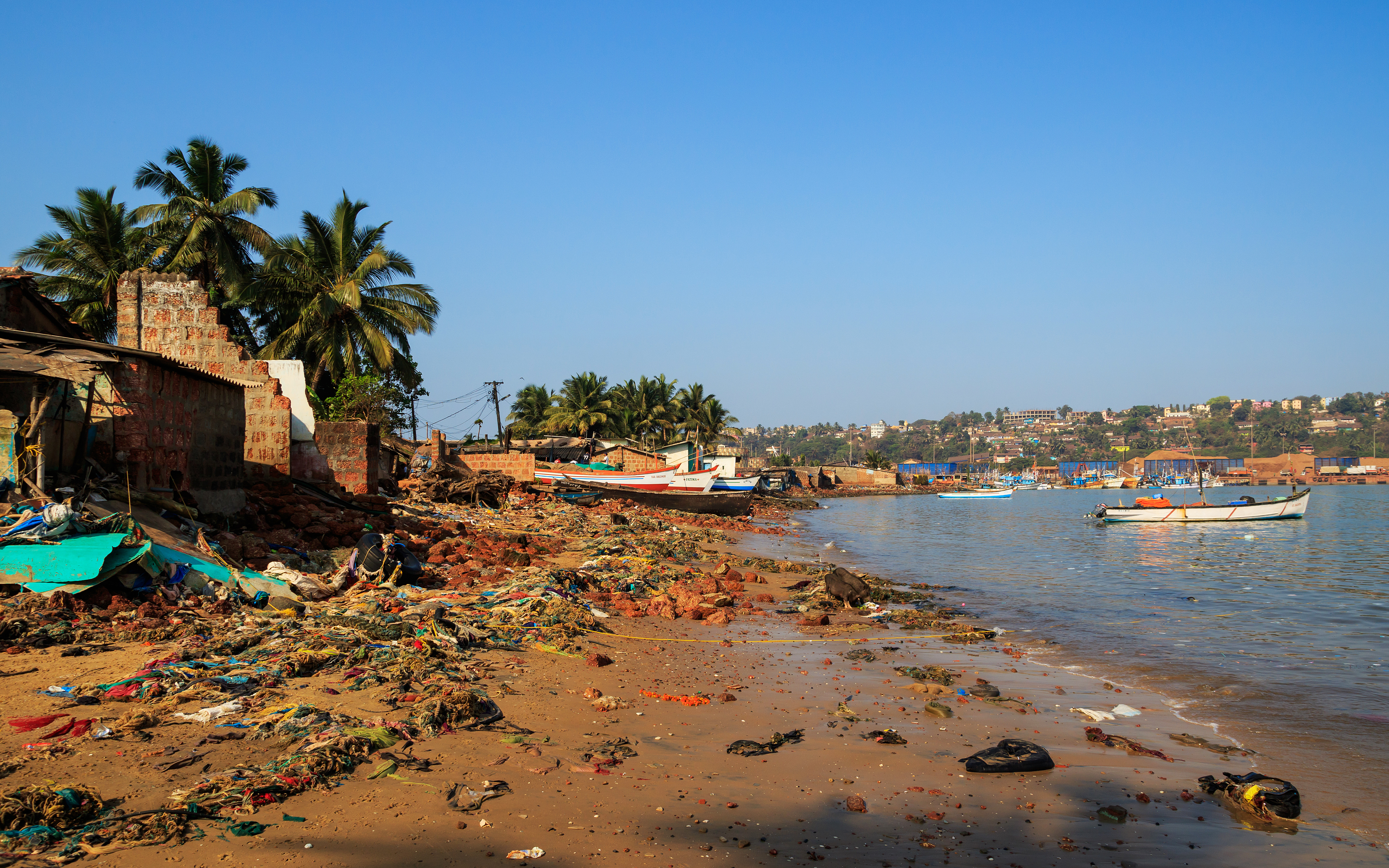
Берегова лінія і порт у Васко
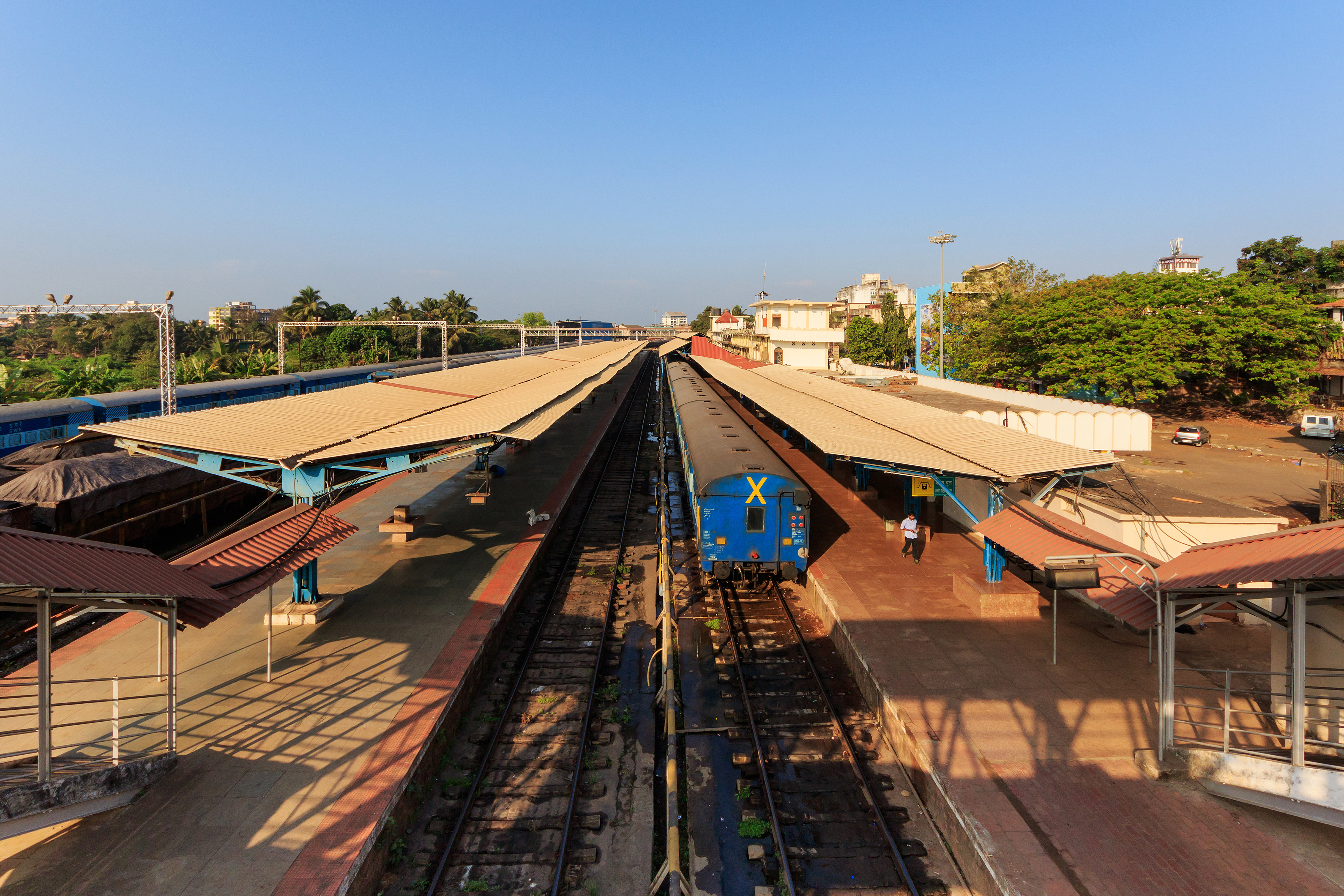
Залізнична станція
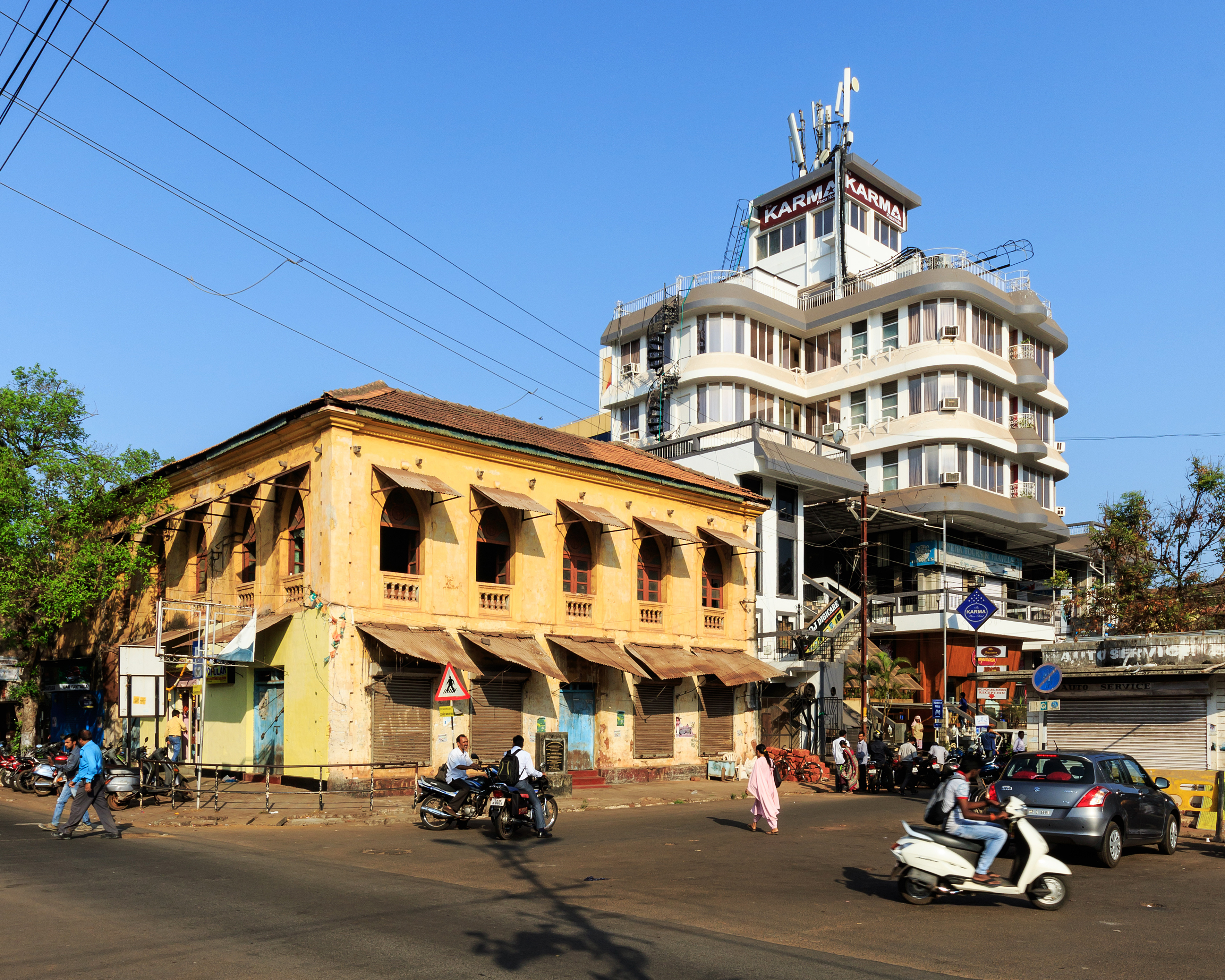
Площа біля вокзалу
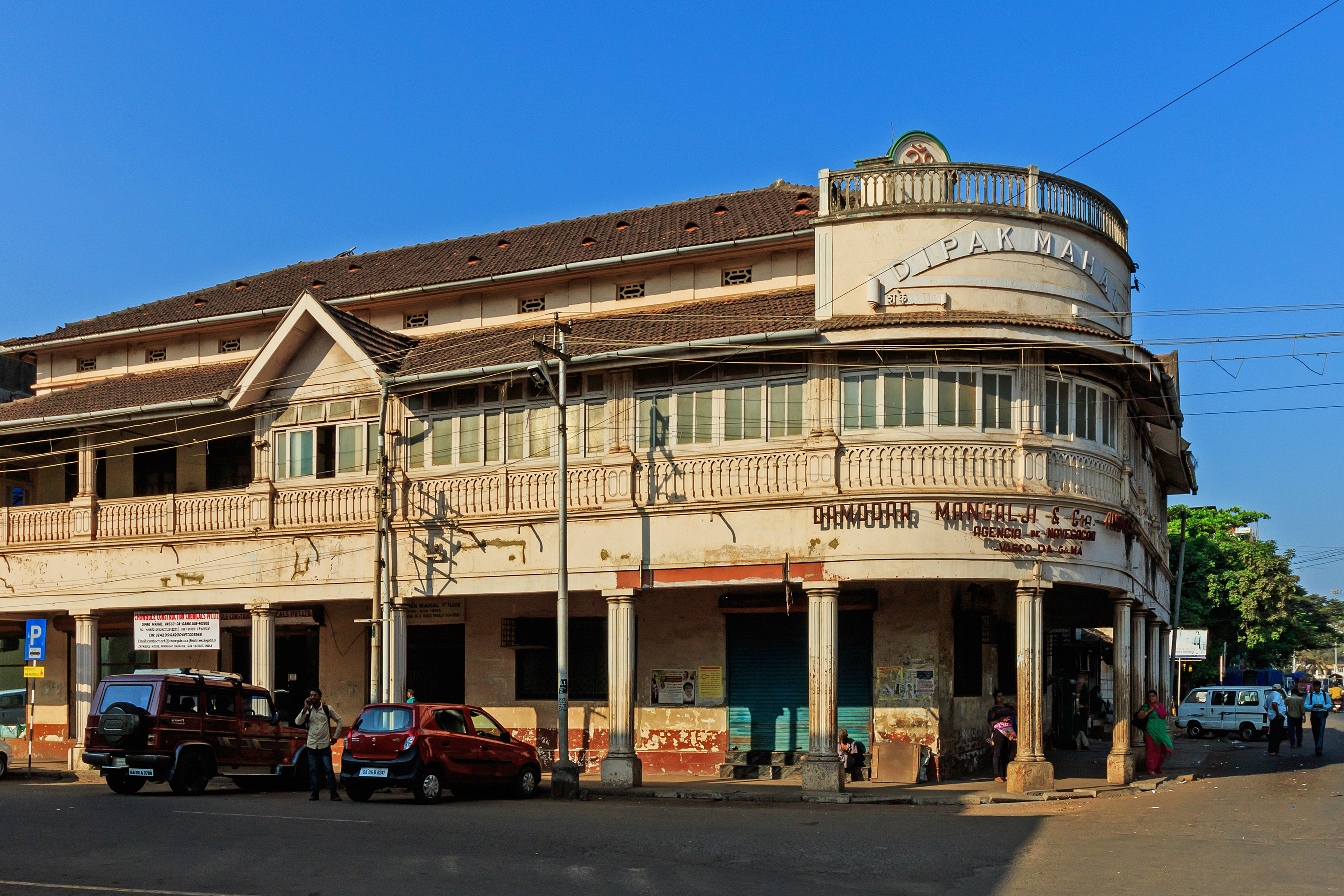
Колоніальна будівля в центрі
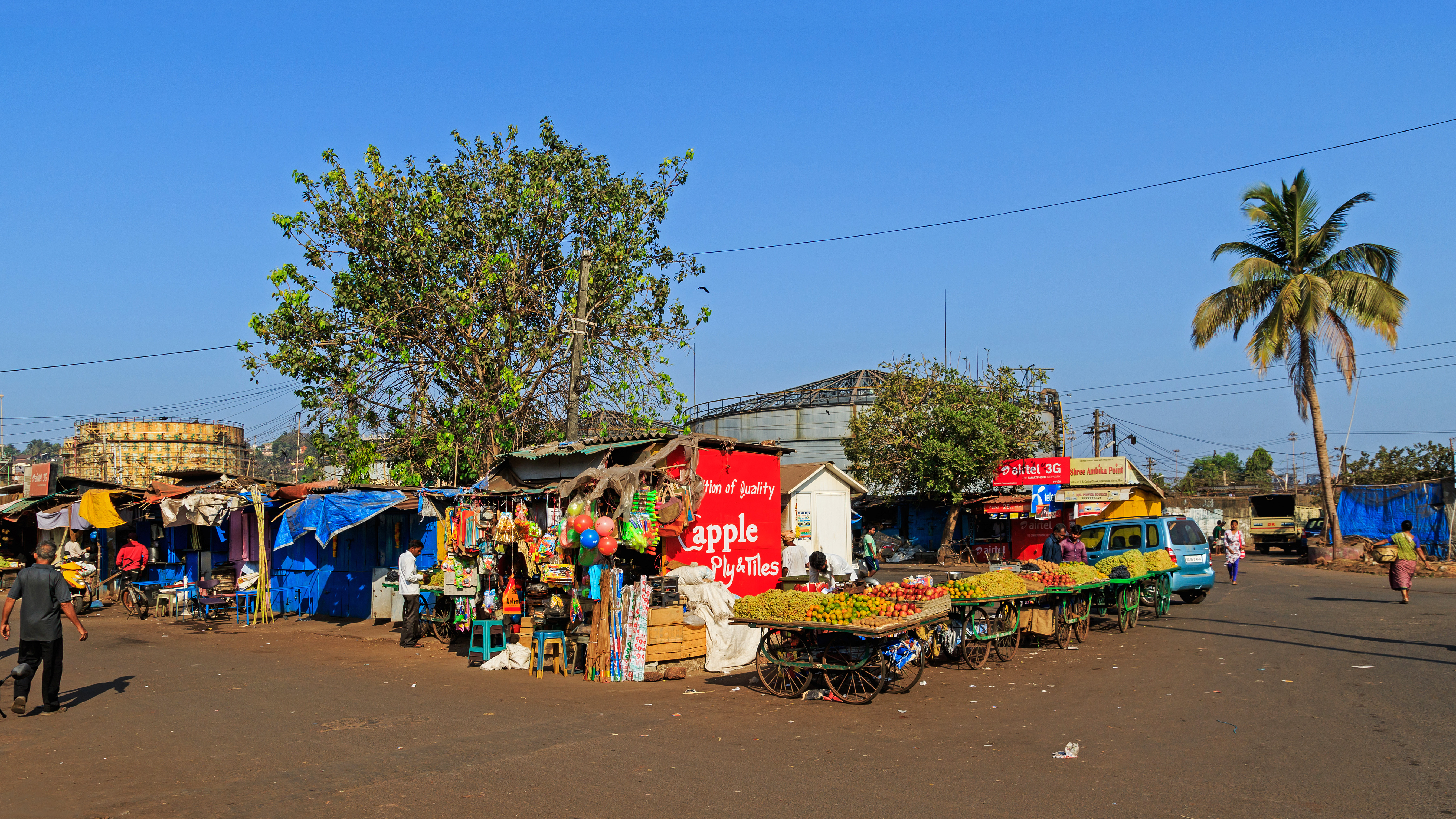
Ринок

| Індія | Це незавершена стаття з географії Індії. Ви можете допомогти проєкту, виправивши або дописавши її. |